# Víktor Manakov (1992)
Víktor Manakov (en rus Виктор Манаков) (9 de juny de 1992) és un ciclista rus, professional des del 2012. Combinà tant la ruta com la pista.
És fill dels també ciclistes Víktor Manakov i Jolanta Polikevičiūtė.

## Palmarès en pista
- 2009
  -  Campió del món júnior en Persecució per equips (amb Konstantin Kuperasov, Ivan Savitskiy i Matvey Zubov)
  -  Campió d'Europa júnior en Persecució per equips (amb Konstantin Kuperasov, Ivan Savitskiy i Matvey Zubov)
- 2010
  -  Campió d'Europa júnior en Persecució
- 2012
  -  Campió d'Europa sub-23 en Òmnium
  -  Campió d'Europa sub-23 en Persecució per equips (amb Matvey Zubov, Nikolay Zhurkin i Ivan Savitskiy)
- 2013
  -  Campió d'Europa en Òmnium

### Resultats a laCopa del Món en pista
- 2015-2016
  - 1r a Cali, en Òmnium

## Palmarès en ruta
- 2012
  - Vencedor d'una etapa al Gran Premi d'Adiguèsia